# Ilex rarasanensis
Ilex rarasanensis — вид квіткових рослин з родини падубових.

## Поширення
Ареал: Тайвань.